# پیوستار (توپولوژی)
در شاخه ای از ریاضیات به نام توپولوژی نقطه-مجموعه ای، پیوستار (به انگلیسی: Continuum) یک فضای متری همبند فشرده ناتهی است که در برخی متون (هرچند در اقلیت اند) آن را فضای هاسدورف همبند فشرده در نظر می گیرند. نظریه پیوستار شاخه ای از توپولوژی است که به مطالعه پیوستارها می پردازد.

## پیوندهای بیرونی
- Open problems in continuum theory
- Examples in continuum theory
- Continuum Theory and Topological Dynamics, M. Barge and J. Kennedy, in Open Problems in Topology, J. van Mill and G.M. Reed (Editors) Elsevier Science Publishers B.V. (North-Holland), 1990.
- Hyperspacewiki